# Hans Hoebel
Hans Hoebel (* 4. April 1877 in Lüneburg; † 19. Dezember 1966 in Münster) war ein deutscher Wasserbauingenieur.

## Werdegang
Hoebel kam in Lüneburg als Sohn des Wasserbauingenieurs Theodor Hoebel zur Welt. Er folgte seinem Vater und studierte Bauingenieurwesen an der Technischen Hochschule München und der TH Hannover. Anschließend trat in den Dienst der Preußischen Wasserbauverwaltung. Er war in den Direktionen in Hannover und Essen tätig: Später übernahm er die Leitung des Neubauamtes Hanau. Zum 1. Oktober 1920 wurde er in die Wasserbauabteilung des Preußischen Ministeriums der Öffentlichen Arbeiten nach Berlin geholt und zum 1. April 1921 wechselte er im Rang eines Ministerialrats in das Reichsverkehrsministerium. Nach Ende des Zweiten Weltkriegs wurde er im April 1946 in die Generaldirektion für Wasserstraßen und Binnenschiffahrt der britischen Besatzungszone nach Bielefeld berufen. Später übernahm er die Abteilung Wasserstraßen bei der Verwaltung für Verkehr des Vereinigten Wirtschaftsgebietes in Offenbach. In dieser Funktion baute er trotz der schwierigen Umstände eine neue Hoheitsverwaltung der Wasserstraßen auf. Als deren Leiter wurde er am 10. März 1948 zum Ministerialdirektor ernannt. Nach Gründung der Bundesrepublik wurde seine Abteilung als Wasser- und Schifffahrtsverwaltung in den Geschäftsbereich des Bundesministeriums für Verkehr übernommen. Am 30. Juni 1949 trat Hoebel in den Ruhestand.
Er war Mitbegründer und langjähriger Schriftleiter der Fachzeitschrift Die deutsche Wasserwirtschaft. 1948 gründete er Wasserwirtschaft neu. Bis 30. September 1957 war er deren Hauptschriftleiter.

## Ehrungen
In Anerkennung seines hervorragenden wissenschaftlichen und schöpferischen Wirkens für die deutsche Wasserwirtschaft, insbesondere für die technische Ausgestaltung und den Ausbau der bayerischen Wasserstraßen ernannte ihn die Technische Hochschule München 1950 zum Ehrendoktor. Anlässlich seines 75. Geburtstages erhielt er 1952 das Große Bundesverdienstkreuz.